# Liste der Staatsoberhäupter 1920
Übersicht
◄◄ | ◄ | 1916 | 1917 | 1918 | 1919 | Liste der Staatsoberhäupter 1920 | 1921 | 1922 | 1923 | 1924 | ► | ►►

Weitere Ereignisse

## Afrika
- Ägypten (1914–1936 britisches Protektorat)
  - Staatsoberhaupt: Sultan Fu'ād I. (1917–1936) (ab 1922 König)
  - Regierungschef:
    - Ministerpräsident Yusuf Wahba Pascha (1919–20. Mai 1920)
    - Ministerpräsident Muhammad Tawfiq Nasim Pascha (20. Mai 1920–1921, 1922–1923, 1934–1936)

  - Britischer Hochkommissar: Edmund Allenby, 1. Viscount Allenby (1919–1925)

- Äthiopien
  - Staats- und Regierungschef: Kaiserin Zauditu (1916–1930)
    - Regent: Ras Tafari Makonnen (1916–1930) (1930–1974 Kaiser)

- Liberia
  - Staats- und Regierungschef:
    - Präsident Daniel E. Howard (1912–5. Januar 1920)
    - Präsident Charles D. B. King (5. Januar 1920–1930)

- Südafrika
  - Staatsoberhaupt: König Georg V. (1910–1936)
    - Generalgouverneur: Sydney Buxton, 1. Viscount Buxton (1914–20. November 1920) (ab 8. November 1920 Earl Buxton)
      - Arthur of Connaught (20. November 1920–1923)

  - Regierungschef: Ministerpräsident Jan Christiaan Smuts (1919–1924, 1939–1948)

## Amerika

### Nordamerika
- Kanada
  - Staatsoberhaupt: König Georg V. (1910–1936)
    - Generalgouverneur: Victor Cavendish, 9. Duke of Devonshire (1916–1921)

  - Regierungschef:
    - Premierminister Robert Borden (1911–10. Juni 1920)
    - Premierminister Arthur Meighen (10. Juni 1920–1921, 1926)

- Mexiko
  - Staats- und Regierungschef:
    - Präsident Venustiano Carranza (1914, 1915–7. Mai 1920)
    - Präsident Adolfo de la Huerta (7. Mai 1920–30. November 1920) (kommissarisch)
    - Präsident Álvaro Obregón (1. Dezember 1920–1924)

- Neufundland
  - Staatsoberhaupt: König Georg V. (1910–1936)
    - Gouverneur: Charles Alexander Harris (1917–1922)

  - Regierungschef: Premierminister Richard Squires (1919–1923, 1928–1932)

- Vereinigte Staaten von Amerika
  - Staats- und Regierungschef: Präsident Woodrow Wilson (1913–1921)

### Mittelamerika
- Costa Rica
  - Staats- und Regierungschef:
    - Präsident Francisco Aguilar Barquero (1919–8. Mai 1920) (kommissarisch)
    - Präsident Julio Acosta García (8. Mai 1920–1924)

- Dominikanische Republik (1916–1924 von den USA besetzt)
  - Staats- und Regierungschef: Militärgouverneur Thomas Snowden (1919–1921)

- El Salvador
  - Staats- und Regierungschef: Präsident Jorge Meléndez Ramírez (1919–1923)

- Guatemala
  - Staats- und Regierungschef:
    - Präsident Manuel José Estrada Cabrera (1898–15. April 1920)
    - Präsident Carlos Herrera y Luna (15. April 1920–1921) (bis 15. September 1920 kommissarisch)

- Haiti (1915–1934 von den USA besetzt)
  - Staats- und Regierungschef: Präsident Philippe Sudré Dartiguenave (1915–1922)

- Honduras
  - Staats- und Regierungschef:
    - Präsident Francisco Bográn (1919–1. Februar 1920) (kommissarisch)
    - Präsident Rafael López Gutiérrez (1. Februar 1920–1924)

- Kuba
  - Staats- und Regierungschef: Präsident Mario García Menocal (1913–1921)

- Nicaragua
  - Staats- und Regierungschef: Präsident Emiliano Chamorro Vargas (1917–1921, 1926–1929)

- Panama
  - Staats- und Regierungschef:
    - Präsident Belisario Porras Barahona (1912–1916, 1918–30. Januar 1920, 1920–1924)
    - Präsident Ernesto Tisdel Lefevre (30. Januar 1920–1. Oktober 1920)
    - Präsident Belisario Porras Barahona (1912–1916, 1918–1920, 1. Oktober 1920–1924)

### Südamerika
- Argentinien
  - Staats- und Regierungschef: Präsident Hipólito Yrigoyen (1916–1922, 1928–1930)

- Bolivien
  - Staats- und Regierungschef:
    - Präsident José Gutiérrez Guerra (1917–12. Juni 1920)
    - Präsident Bautista Saavedra Mallea (12. Juni 1920–1925)

- Brasilien
  - Staats- und Regierungschef: Präsident Epitácio Lindolfo da Silva Pessoa (1919–1922)

- Chile
  - Staats- und Regierungschef:
    - Präsident Juan Luis Sanfuentes (1915–23. Dezember 1920)
    - Präsident Arturo Alessandri (23. Dezember 1920–1924, 1925, 1932–1938)

- Ecuador
  - Staats- und Regierungschef:
    - Präsident Alfredo Baquerizo Moreno (1912, 1916–1. September 1920, 1931–1932)
    - Präsident José Luis Tamayo (1. September 1920–1924)

- Kolumbien
  - Staats- und Regierungschef: Präsident Marco Fidel Suárez (1918–1922)

- Paraguay
  - Staats- und Regierungschef:
    - Präsident José Pedro Montero (1919–15. August 1920) (kommissarisch)
    - Präsident Manuel Gondra (1910–1911, 15. August 1920–1921)

- Peru
  - Staatsoberhaupt: Präsident Augusto B. Leguía y Salcedo (1908–1912, 1919–1930) (1904–1907 Ministerpräsident)
  - Regierungschef: Ministerpräsident Germán Leguía y Martínez Jakeway (1919–1922)

- Uruguay
  - Staats- und Regierungschef: Präsident Baltasar Brum (1919–1923)

- Venezuela
  - Staats- und Regierungschef: Präsident Victorino Márquez Bustillos (1914–1922) (kommissarisch)

## Asien

### Ost-, Süd- und Südostasien
- Bhutan
  - Herrscher: König Ugyen Wangchuk (1907–1926)

- China
  - Staatsoberhaupt: Präsident Xu Shichang (1918–1922)
  - Regierungschef:
    - Premier des Staatsrats Jin Yunpeng (1919–14. Mai 1920)
    - Premier des Staatsrats Sa Zhenbing (14. Mai–9. August 1920)
    - Premier des Staatsrats Jin Yunpeng (9. August 1920–1921)

- Britisch-Indien
  - Kaiser: Georg V. (1910–1936)
  - Vizekönig: Frederic Thesiger (1916–1921)

- Japan
  - Staatsoberhaupt: Kaiser Yoshihito (1912–1926)
  - Regierungschef: Premierminister Hara Takashi (1918–1921)

- Nepal
  - Staatsoberhaupt: König Tribhuvan (1911–1955)
  - Regierungschef: Ministerpräsident Chandra Shamsher Jang Bahadur Rana (1901–1929)

- Siam (heute: Thailand)
  - Herrscher: König Vajiravudh (1910–1925)

### Vorderasien
- Aserbaidschan (Demokratische Republik, umstritten, besetzt ab April)
  - Staatsoberhaupt: Präsident Məhəmməd Əmin Rəsulzadə (1918–April 1920)
  - Regierungschef: Ministerpräsident Fätälikhan Hoylu (1918–April 1920)

- Persien (heute: Iran)
  - Staatsoberhaupt: Schah Ahmad Schah Kadschar (1909–1925)
  - Regierungschef:
    - Ministerpräsident Hassan Vosough al Dowleh (1918–Juli 1920)
    - Ministerpräsident Hassan Pirnia Moshir al Dowleh (Juli–Oktober 1920)
    - Ministerpräsident Fathollah Akbar Sepahdar (Oktober 1920–1921)

- Georgien (umstritten, besetzt ab 21. März)
  - Regierungschef: Ministerpräsident Noe Schordania (1918–17. März 1921)

- Jemen
  - Herrscher: Iman Yahya bin Muhammad (1918–1948)

### Zentralasien
- Afghanistan
  - Herrscher: Emir Amanullah Khan (1919–1929)

- Mongolei (umstritten)
  - Staatsoberhaupt: Bogd Khan (1911–1924)
  - Regierungschef: ?

- Tibet (umstritten)
  - Herrscher: Dalai Lama Thubten Gyatso (1913–1933)

## Australien und Ozeanien
- Australien
  - Staatsoberhaupt: König Georg V. (1910–1936)
    - Generalgouverneur:
      - Generalgouverneur Ronald Munro-Ferguson, 1. Viscount Novar (1914–6. Oktober 1920)
      - Generalgouverneur Henry Forster, 1. Baron Forster (6. Oktober 1920–1925)

  - Regierungschef: Premierminister Billy Hughes (1915–1923)

- Neuseeland
  - Staatsoberhaupt: König Georg V. (1910–1936)
    - Generalgouverneur:
      - Generalgouverneur Earl Arthur Foljambe (1912–8. Juli 1920)
      - Generalgouverneur Admiral John Jellicoe, 1. Viscount Jellicoe (27. September 1920–1924)

  - Regierungschef: Premierminister William Massey (1912–1925)

## Europa
- Albanien
  - Staatsoberhaupt:
    - Vorsitzender der provisorischen Regierung Turhan Pascha Përmeti (1918–28. Januar 1920) (1914 Ministerpräsident)
    - Vorsitzender der nationalen Regierung Sulejman Delvina (28. Januar 1920–30. Januar 1920) (1920 Ministerpräsident)
    - Regentschaftsrat (30. Januar 1920–1925)

  - Regierungschef:
    - Ministerpräsident Sulejman Delvina (27. März 1920–14. November 1920) (1920 Vorsitzender der nationalen Regierung)
    - Ministerpräsident Iliaz Vrioni (30. Januar 1920–19. Oktober 1921, 1924, 1924–1925)

- Andorra
  - Co-Fürsten:
    - Staatspräsident von Frankreich:
      - Raymond Poincaré (1913–1920)
      - Paul Deschanel (1920)
      - Alexandre Millerand (1920–1924)

    - Bischof von Urgell:
      - Jaume Viladrich (1919–1920) (kommissarisch)
      - Justí Guitart i Vilardebò (1920–1940)

- Belgien
  - Staatsoberhaupt: König Albert I. (1909–1934)
  - Regierungschef:
    - Ministerpräsident Léon Delacroix (1918–20. November 1920)
    - Ministerpräsident Henri Carton de Wiart (20. November 1920–1921)

- Bulgarien
  - Staatsoberhaupt: Zar Boris III. (1918–1943)
  - Regierungschef: Ministerpräsident Aleksandar Stambolijski (1919–1923)

- Dänemark
  - Staatsoberhaupt: König Christian X. (1912–1947) (1918–1944 König von Island)
  - Regierungschef:
    - Ministerpräsident Carl Theodor Zahle (1909–1910, 1913–30. März 1920)
    - Ministerpräsident Otto Liebe (30. März 1920–5. April 1920)
    - Ministerpräsident Michael Pedersen Friis (5. April 1920–5. Mai 1920)
    - Ministerpräsident Niels Neergaard (1908–1909, 5. Mai 1920–1924)

- Deutsches Reich
  - Staatsoberhaupt: Reichspräsident Friedrich Ebert (1919–1925)
  - Regierungschef:
    - Reichskanzler Gustav Bauer (1919–26. März 1920)
    - Reichskanzler Hermann Müller (27. März–8. Juni 1920)
    - Reichskanzler Constantin Fehrenbach (25. Juni 1920–1921)

- Estland
  - Staatsoberhaupt: Staatsältester Ants Piip (21. Dezember 1920–1921) (1920 Ministerpräsident)
  - Regierungschef:
    - Ministerpräsident Jaan Tõnisson (1919–18. Juli 1920, 1920) (1927–1928, 1933 Staatsältester)
    - Ministerpräsident Aadu Birk (28. Juli 1920–30. Juli 1920)
    - Ministerpräsident Jaan Tõnisson (1919–1920, 30. Juli 1920–26. Oktober 1920) (1927–1928, 1933 Staatsältester)
    - Ministerpräsident Ants Piip (26. Oktober 1920–21. Dezember 1920) (1920–1921 Staatsältester)

- Finnland
  - Staatsoberhaupt: Präsident Kaarlo Juho Ståhlberg (1919–1925)
  - Regierungschef:
    - Ministerpräsident Juho Vennola (1919–15. März 1920, 1921–1922, 1931)
    - Ministerpräsident Rafael Erich (15. März 1920–1921)

- Frankreich
  - Staatsoberhaupt:
    - Präsident Raymond Poincaré (1913–18. Februar 1920) (1912–1913, 1922–1924, 1926–1929 Präsident des Ministerrats)
    - Präsident Paul Deschanel (18. Februar 1920–21. September 1920)
    - Präsident Alexandre Millerand (21. September 1920–1924) (bis 23. September 1920 kommissarisch) (1920 Präsident des Ministerrats)

  - Regierungschef:
    - Präsident des Ministerrats Georges Clemenceau (1906–1909, 1917–20. Januar 1920)
    - Präsident des Ministerrats Alexandre Millerand (20. Januar 1920–24. September 1920) (1920–1924 Präsident)
    - Präsident des Ministerrats Georges Leygues (24. September 1920–1921)

- Griechenland
  - Staatsoberhaupt:
    - König Alexander (1917–25. Oktober 1920)
    - Regent Pavlos Kountouriotis (28. Oktober 1920–18. November 1920, 1923–1924) (1924–1925 provisorischer Staatgouverneur; 1926–1926, 1926–1929 Präsident)
    - Regentin Königin Olga (18. November 1920–11. Dezember 1920)
    - König Konstantin I. (1913–1917, 11. Dezember 1920–1922)

  - Regierungschef:
    - Ministerpräsident Eleftherios Venizelos (1910–1915, 1915, 1916–1917, 1917–17. November 1920, 1924, 1928–1932, 1932, 1933)
    - Ministerpräsident Dimitrios Rallis (1897, 1903, 1905, 1909, 17. November 1920–1921)

- Italien
  - Staatsoberhaupt: König Viktor Emanuel III. (1900–1946)
  - Regierungschef:
    - Ministerpräsident Francesco Saverio Nitti (1919–16. Juni 1920)
    - Ministerpräsident Giovanni Giolitti (1892–1893, 1903–1905, 1906–1909, 1911–1914, 16. Juni 1920–1921)

- Königreich der Serben, Kroaten und Slowenen (später Jugoslawien)
  - Staatsoberhaupt: König Peter I. (1918–1921)
  - Regierungschef:
    - Ministerpräsident Ljubomir Davidović (1919–19. Februar 1920)
    - Ministerpräsident Stojan Protić (1918–1919, 19. Februar 1920–16. Mai 1920)
    - Ministerpräsident Milenko Vesnić (16. Mai 1920–1921)

- Lettland
  - Staatsoberhaupt: Präsident der konstitutionellen Versammlung Jānis Čakste (1918–1925, 1925–1927) (bis 1. Mai 1920 Vorsitzender des lettischen Volksrats)
  - Regierungschef: Ministerpräsident Kārlis Ulmanis (1918–1919, 1919–1921, 1925–1926, 1931, 1934–1940) (1936–1940 Präsident)

- Liechtenstein
  - Staats- und Regierungschef: Fürst Johann II. (1858–1929)

- Litauen
  - Staatsoberhaupt:
    - Präsident Antanas Smetona (1918–19. Juni 1920, 1926–1940)
    - Präsident Aleksandras Stulginskis (19. Juni 1920–1926, 1926) (bis 1922 kommissarisch)

  - Regierungschef:
    - Ministerpräsident Ernestas Galvanauskas (1919–19. Juni 1920, 1922–1924)
    - Ministerpräsident Kazys Grinius (19. Juni 1920–1922) (1926 Präsident)

- Luxemburg
  - Staatsoberhaupt: Großherzogin Charlotte (1919–1964) (1940–1945 im Exil)
  - Regierungschef: Staatsminister Émile Reuter (1918–1925)

- Monaco
  - Staatsoberhaupt: Fürst Albert I. (1889–1922)
  - Regierungschef: Staatsminister Raymond Le Bourdon (1919–1923)

- Neutral-Moresnet (1918–1920 unter belgischer Verwaltung, fällt 1920 an Belgien)
  - Staatsoberhaupt: König von Belgien Albert I. (1909–1915, 1918–1920)
    - Kommissar: Fernand Bleyfuesz (1889–1915, 1918–1920)

  - Bürgermeister: Pierre Grignard (1918–1920)

- Niederlande
  - Staatsoberhaupt: Königin Wilhelmina (1890–1948) (1940–1945 im Exil)
  - Regierungschef: Ministerpräsident Charles Ruijs de Beerenbrouck (1918–1925, 1929–1933)

- Norwegen
  - Staatsoberhaupt: König Haakon VII. (1906–1957) (1940–1945 im Exil)
  - Regierungschef:
    - Ministerpräsident Gunnar Knudsen (1908–1910, 1913–21. Juni 1920)
    - Ministerpräsident Otto Bahr Halvorsen (21. Juni 1920–1921, 1923)

- Osmanisches Reich (heute: Türkei)
  - Herrscher: Sultan Mehmed VI. (1918–1922)
  - Regierungschef: 
    - Großwesir Ali Rıza Pascha (1919–2. März 1920)
    - Großwesir Hulusi Salih Pascha (8. März 1920–2. April 1920)
    - Großwesir Damat Ferid Pascha (1919, 5. April 1920–18. Oktober 1920)
    - Großwesir Ahmed Tevfik Pascha (1920–1922)

- Österreich
  - Staatsoberhaupt:
    - Präsident des Staatsrats-Direktoriums Karl Seitz (1919–9. Dezember 1920)
    - Bundespräsident Michael Hainisch (9. Dezember 1920–1928)

  - Regierungschef:
    - Staatskanzler Karl Renner (1918–7. Juli 1920)
    - Staatskanzler Michael Mayr (7. Juli 1920–1921, ab 20. November Bundeskanzler)

- Polen
  - Staatsoberhaupt:
    - Präsident Józef Piłsudski (1918–1922)

  - Regierungschef:
    - Ministerpräsident Leopold Skulski (1919–9. Juni 1920)
    - Ministerpräsident Władysław Grabski (9. Juni–24. Juli 1920)
    - Ministerpräsident Wincenty Witos (24. Juli 1920–1921)

- Portugal
  - Staatsoberhaupt: Präsident António José de Almeida (1919–1923)
  - Regierungschef:
    - Ministerpräsident General Alfredo de Sá Cardoso (1919–21. Januar 1920)
    - (amtierend) Domingos Leite Pereira (21. Januar–8. März 1920)
    - General António Maria Baptista (8. März–6. Juni 1920)
    - (amtierend) José Ramos Preto (6. Juni–26. Juni 1920)
    - (amtierend) António Maria da Silva (26. Juni–19. Juli 1920)
    - (amtierend) António Joaquim Granjo (19. Juli–20. November 1920)
    - General Álvaro Xavier de Castro (20. November–30. November 1920)
    - General Liberato Ribeiro Pinto (30. November 1920–1921)

- Rumänien
  - Staatsoberhaupt: König Ferdinand I. (1914–1927)
  - Regierungschef:
    - Ministerpräsident Alexandru Vaida-Voevod (1919–19. März 1920)
    - Ministerpräsident Alexandru Averescu (19. März 1920–1921)

- Russland
  - Staatsoberhaupt: Vorsitzender des Gesamtrussischen Zentralexekutivkomitees Michail Iwanowitsch Kalinin (seit 1919, 30. Dezember 1922: Gründung der Sowjetunion)
  - Regierungschef: Vorsitzender des Rats der Volkskommissare Wladimir Iljitsch Lenin (1917–1924, 30. Dezember 1922: Gründung der Sowjetunion)

- San Marino
  - Capitani Reggenti:
    - Moro Morri (1911, 1915, 1919–1. April 1920) und Francesco Pasquali (1907, 1912, 1919–1. April 1920, 1928)
    - Marino Rossi (1. April 1920–1.  Oktober 1920, 1927–1928, 1934, 1937–1938) und Ciro Francini (1916, 1. April 1920–1.  Oktober 1920)
    - Carlo Balsimelli (1. Oktober 1920–1921, 1933–1934, 1938–1939, 1942–1943) und Simone Michelotti (1. Oktober 1920–1921)

  - Regierungschef: Außenminister Giuliano Gozi (1918–1943)

- Schweden
  - Staatsoberhaupt: König Gustav V. (1907–1950)
  - Regierungschef:
    - Ministerpräsident Nils Edén (1917–27. Oktober 1920)
    - Ministerpräsident Gerhard Louis De Geer (27. Oktober 1920–1921)

- Schweiz[1]
  - Bundespräsident: Giuseppe Motta (1915, 1920, 1927, 1932, 1937)
  - Bundesrat:
    - Giuseppe Motta (1911–1940)
    - Edmund Schulthess (1912–1935)
    - Felix Calonder (1913–12. Februar 1920)
    - Robert Haab (1918–1929)
    - Ernest Chuard (1. Januar 1920–1928)
    - Jean-Marie Musy (1. Januar 1920–1934)
    - Karl Scheurer (1. Januar 1920–1929)
    - Heinrich Häberlin (12. Februar 1920–1934)

- Spanien
  - Staatsoberhaupt: König Alfons XIII. (1886–1941)
  - Regierungschef:
    - Regierungspräsident Manuel Allendesalazar Muñoz de Salazar (1919–5. Mai 1920)
    - Regierungspräsident Eduardo Dato Iradier (5. Mai 1920–1921)

- Tschechoslowakei
  - Staatsoberhaupt: Präsident Tomáš Masaryk (1918–1935)
  - Regierungschef:
    - Ministerpräsident Vlastimil Tusar (1919–15. September 1920)
    - Ministerpräsident Jan Černý (15. September 1920–1921)

- Ukraine (umstritten, besetzt)
  - Staats- und Regierungschef: Präsident Symon Petljura (1919–1922)

- Ungarn
  - Staatsoberhaupt:
    - (amtierend) Ministerpräsident Károly Huszár (1919–1. März 1920)
    - Reichsverweser Miklós Horthy (1. März 1920–1944)

  - Regierungschef:
    - Ministerpräsident Károly Huszár (1919–14. März 1920)
    - Ministerpräsident Sándor Simonyi-Semadam (14. März–19. Juli 1920)
    - Ministerpräsident Graf Pál Teleki (19. Juli 1920–1921)

- Vereinigtes Königreich
  - Staatsoberhaupt: König Georg V. (1910–1936)
  - Regierungschef: Premierminister Earl David Lloyd George (1916–1922)

- Belarus (umstritten, besetzt)
  - Staats- und Regierungschef: ?